# Dionisio de Herrera

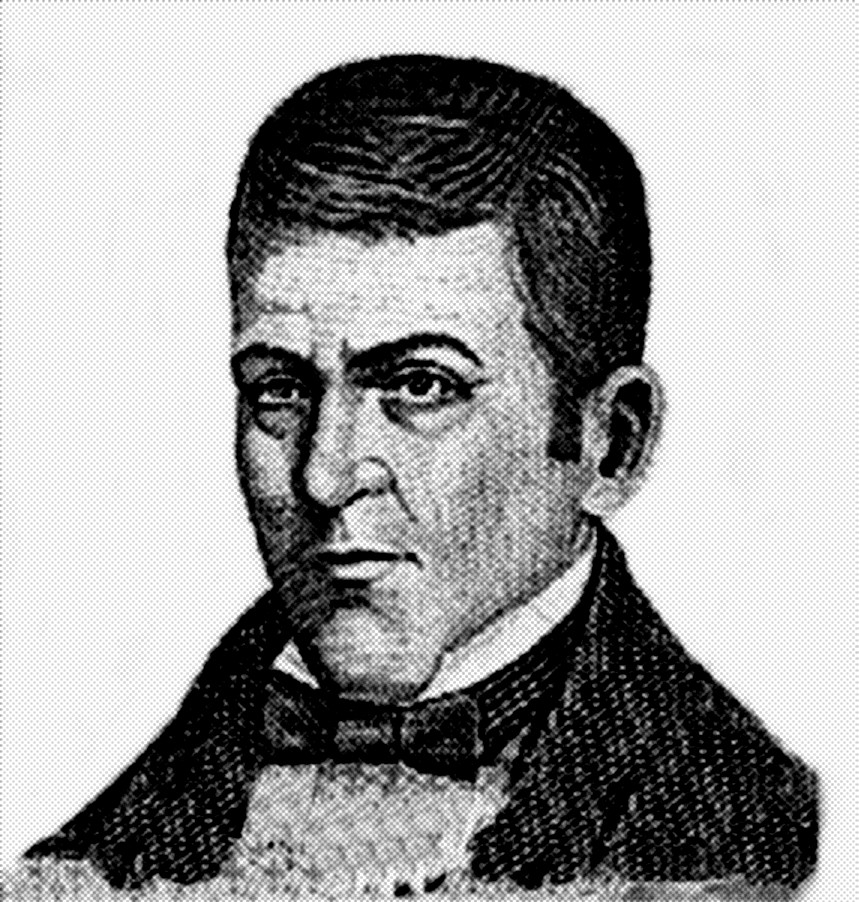
Dionisio de Herrera

José Dionisio de la Trinidad de Herrera y Díaz del Valle (Choluteca (Honduras), 9 oktober 1781 - San Vicente (El Salvador), 13 juni 1850) was een Centraal-Amerikaans politicus. Hij was de oom van generaal Francisco Morazán Quesada, een Centraal-Amerikaans hervormer.

## Levensloop
De Herrera werd geboren in Choluteca, de hoofdstad van het gelijknamige departement, thans gelegen in Honduras, maar ten tijde van de geboorte van Herrera maakte de streek deel uit van het kapitein-generaalschap van Guatemala. Herrera stamde uit een familie van rijke grootgrondbezitters. Zijn broer was Justo de Herrera, van 1837 tot 1838 Opperste Staatschef van Honduras (dat wil zeggen regeringsleider). Een van zijn neven was José Cecilio Díaz del Valle, de auteur van de Centraal-Amerikaanse onafhankelijkheidsverklaring, een andere neef was generaal Francisco Morazán Quesada, een president van de Verenigde Staten van Centraal-Amerika.
Hij studeerde aan de Universidad de San Carlos de Guatemala waar hij kennis opdeed van de ideeën van de Franse Revolutie. Tijdens zijn studie gaf hij als laatstejaarsstudent les aan zijn neef, de latere generaal Francisco Morazán. Herrera ontwikkelde zich tot een vooraanstaand liberaal.
Dionisio de Herrera werd in 1820 werd hij secretaris van de gemeente Tegucigalpa. Op 29 september 1821 werd de provincie Tegucigalpa onder leiding van Herrera onafhankelijk van Spanje. Herrera en zijn medestanders streefde naar de vereniging van de provincie Tegucigalpa en de tegelijk met Tegucigalpa onafhankelijk verklaarde provincie Comayagua. De regering van de provincie Comayagua was echter conservatief en voelde niets voor een samengaan met het liberale Tegucigalpa. Het kwam al snel tot een militair conflict tussen de beide provincies. Keizer Augustín I van Mexico, die zijn oog op de provincies had laten vallen, profiteerde van het militaire conflict en annexeerde Tegucigalpa en Comayagua. Herrera verzette zich tegen de kortstondige annexatie van Tegucigalpa en Comayagua door Mexico (1822-1823) waar na de val van keizer Augustín I in 1823 een einde kwam. Herrera was na het herstel van de onafhankelijkheid van 28 maart 1823 tot 16 september 1824 gouverneur van de provincie Tegucigalpa. Op 16 september 1824 verenigden Tegucigalpa en Comayagua alsnog en kwam de Staat Honduras tot stand.

### Opperste staatschef van Honduras

Wapen van Honduras

Dionisio de Herrera werd op 16 september 1824 het eerste staatshoofd van Honduras. Op 22 november 1824 werd Honduras een van de staten van de Federale Republiek van Centraal-Amerika (República Federal de Centroamérica) en werd Herrera Opperste Staatschef van de Federale Staat Honduras. Zijn plaatsvervanger werd de conservatief José Justo Milla. Namens de centrale regering van Centraal-Amerika werd generaal Morazán als staatssecretaris in Honduras gestationeerd. Herrera stelde een grondwet op voor de Federale Staat Honduras. Deze grondwet bleef tot het einde van de Verenigde Staten van Honduras van kracht. Ook het huidige wapen van Honduras is afgeleid van een ontwerp van Herrera.
Herrera en Morazán voerden een antiklerikale politiek die stuitte op veel verzet binnen de Rooms-Katholieke Kerk. Bisschop José Nicolás Irías werd Herrera's grootste tegenstander. Op 3 november 1826 werd een mislukte aanslag gepleegd op het leven van Herrera. Bisschop Irías werd ervan beschuldigd achter de aanslag te zitten en werd op last van Herrera onder huisarrest gesteld. Hierop brak een opstand uit van aanhangers van Irías die Herrera liet onderdrukken.
Vrijwel tegelijkertijd raakte Herrera in conflict met de president van Centraal-Amerika, Manuel José Arce, die in oktober 1826 het federale parlement had ontbonden en verder per decreet regeerde. Er was een opstand uitgebroken tegen president Arce waar ook Herrera zich bij had aangesloten. Ook de staatschef van Mariano Prado Baca van El Salvador had zich bij de opstand aangesloten. Arce gaf daarop luitenant-generaal Milla, de plaatsvervangend Staatschef van Honduras opdracht om Herrera en zijn aanhangers uit Comayagua te verdrijven. Op 10 mei 1827 werd Comayagua door de troepen van Milla ingenomen en werd Herrera gevangengenomen en naar Guatemala gezonden en daar vast gezet. Milla nam het bestuur van de Federale Staat Honduras op zich en op 13 september 1827 werd hij formeel Opperste Staatschef van de Federale Staat Honduras.

### Opperste staatschef van Nicaragua
Na de val president Arce in april 1829 kwam Herrera vrij. Na de verovering van Guatemala-Stad door de Federalistische legers trachtte generaal Morazán over te halen om president van de Verenigde Staten van Centraal-Amerika te worden, hetgeen Herrera echter afwees.
Herrera werd op 12 mei 1830 tot Opperste Staatschef van de Federale Staat Nicaragua gekozen. Als Staatschef van Nicaragua werd hij gesteund door generaal Morazán en trachtte hij enkele liberale hervormingen door te voeren. Dit stuitte echter op fel verzet van de clerus. Ook probeerde Herrera het conflict tussen het liberale León en het conservatieve Granada op te lossen, waar hij echter niet in slaagde.
In november 1833 trad Herrera als Staatschef van Nicaragua af en vertrok naar El Salvador. In 1834 droegen liberale politici in El Salavador Herrera voor voor het ambt van Opperste Staatschef van El Salvador. Herrera wees de voordracht echter af.
In 1838 werd Herrera in de Grondwetgevende Vergadering van Honduras gekozen en bekleedde het ambt van vicevoorzitter van dit orgaan. Op 12 november 1838 stemde de Grondwetgevende Vergadering - tegen de zin van Herrera - voor uittreding uit de Verenigde Staten van Centraal-Amerika. Na de aanvaarding van de nieuwe grondwet stapte Herrera uit de politiek. Hij vestigde zich in San Vicente, El Salvador, waar hij tot zijn dood werkte als leraar.
Dionisio de Herrera overleed op 68-jarige leeftijd, op 13 juni 1850 in San Vicente.

## Trivia
- De hoogste ridderorde in Honduras, de Orden Dionisio de Herrera is naar hem vernoemd.
- Zijn portret staat afgebeeld op het 20 Lempira bankbiljet.
- Zijn geboortehuis is een nationaal monument.